# Sphaerumbonella brunellii
Sphaerumbonella brunellii is een tweekleppigensoort uit de familie van de Montacutidae. De wetenschappelijke naam van de soort is voor het eerst geldig gepubliceerd in 1933 door Coen.